# Heinkel He 280
Хейнкель He 280 (нем. Heinkel He 280) — немецкий реактивный истребитель, созданный в годы Второй мировой войны. Являлся первым реактивным истребителем в мире, совершившим самостоятельный полёт.

## Описание
Самолёт представлял собой одноместный среднеплан с аэродинамическими обводами, прямым крылом, двумя размещёнными под ним двигателями и двухкилевым оперением.
Шасси было трёхопорное с носовым колесом. He 280 обладал герметичной кабиной и катапультируемым креслом, обеспечивающим покидание самолёта на больших скоростях и высотах полёта.
В носовой части фюзеляжа размещались три пушки MG 151.

## История создания и испытания
Первые наброски He 280 были сделаны в начале июня 1939 года техническим директором Heinkel Робертом Люссером. Самолёт задумывался как истребитель с высокой скоростью, хорошей манёвренностью и мощным вооружением. Предусматривалась установка двух реактивных газотурбинных двигателей. К осени 1939 года макет He 280 был одобрен, в 1940 году проект Не 280 получил официальную поддержку министерства авиации, и Хейнкелю выдали заказ на постройку опытной V-серии из девяти самолётов.
Из-за бомбардировок заводов в Ростоке и Мариене, испытания и производство Не 280 пришлось перенести в Швехат. Самолёт постоянно нуждался в доработке. 27 марта 1943 года выпуск Не 280 прекращён в пользу Me 262.
Позже ещё было выпущено несколько He 280.

### Испытания
К концу сентября 1940 года первый Не 280V1 был готов. Его перевезли на испытательную базу люфтваффе в Рехлине. Первый полёт на буксире за Не 111 состоялся 22 сентября 1940 года и прошёл успешно. Пилотировал Не 280V1 Пауль Бадер. Вторая попытка едва не закончилась катастрофой: 2 октября 1940 года во время разбега оборвался буксировочный трос, однако He 280 не успел оторваться от земли и поэтому серьёзно не пострадал. 10 октября 1940 года Не 280V1 отбуксировали в Мариене и продолжили испытания там.

В ноябре 1940 года на самолёте начал летать новый лётчик-испытатель — Фриц Шефер. На испытаниях проверялись поведение самолёта на взлёте и посадке, динамическая и статическая устойчивость, надёжность шасси и системы управления. 

Схема Heinkel He 280

### Полёт Фрица Шефера
30 марта 1941 года пилот Фриц Шефер совершил полёт на He 280V2, набрав высоту 300 м и сделав круг над аэродромом. Полёт продолжался 3 минуты. Это был полёт первого реактивного истребителя.

## Лётно-технические характеристики
Модификация: He 280V6.
- Экипаж, чел: 1
- Размах крыла, м: 12,45
- Длина, м: 10,2
- Высота, м: 3,85
- Площадь крыла, м²: 21,4
- Взлётная масса, кг: 5165
- Тип двигателя: Junkers Jumo-004B-1
- Тяга, кгс: 2×900
- Максимальная скорость, км/ч: 
  - у земли: 800
  - на высоте: 875
- Практическая дальность, км: 713
- Максимальная скороподъёмность, м/с: 22,1
- Практический потолок, м: 11400
- Вооружение: три пушки MG-151; 1×500-кг или 2×250-кг бомбы